# CNN México
CNN México é um site notícias da internet de âmbito local do México. CNN México nasce em março de 2010 como resultado de uma aliança entre o conglomerado de mídia Time-Warner e a editorial mexicana Grupo Expansión.

## Secções de CNN México
O site se divide nas seguintes secções:
- Nacional: Os acontecimentos que marcam o rumo do México. As implicações destes acontecimentos no resto do mundo, assim como a visão global local.

- Mundo: A selecção dos factos mais relevantes de ao redor do mundo feita pelos mais de 4.000 jornalistas da rede CNN em mais de 200 países.

- Deportes (Esporte ou Desporto): O melhor dos desportos nacionais e internacionais.

- Entretenimiento (Entretenimento): Os factos mais relevantes do mundo do espectáculo, a cultura e o entretenimento.

- Vida y Salud (Vida e Saúde): Notícias que ajudam ao usuário a melhorar sua saúde e sua vida pessoal. Nutrição, sexualidade, psicologia e família são alguns dos temas que tratam os especialistas.

- Tecnología (Tecnologia): O mais novo da tecnologia aterrado ao que implicam os avanços tecnológicos.

- iReport: A plataforma exclusiva da CNN onde a cada quem pode ser um repórter cidadão.